# سانتانا ۲۶۲۰
سیارک ۲۶۲۰ (به انگلیسی: 2620 Santana، نامگذاری:1980TN) دو هزار و ششصد و بیستمین سیارک کشف شده‌است که در ۳ اکتبر ۱۹۸۰ کشف شد.
قدر مطلق سیارک برابر ۱۲٫۷۰ است.